# Lysiopetalum comma
Lysiopetalum comma är en mångfotingart som beskrevs av Karl Wilhelm Verhoeff 1900. Lysiopetalum comma ingår i släktet Lysiopetalum och familjen Callipodidae. Utöver nominatformen finns också underarten L. c. janinense.